# ロバート・ローダー
ロバート・ガイル・ローダー (Robert Gayle Roeder, 1942年6月3日 - )は、アメリカ合衆国の生物化学者。ロックフェラー大学教授兼生物化学・分子生物学研究所長。真核生物のRNAポリメラーゼの同定で知られる。

## 経歴
インディアナ州出身。1965年イリノイ大学アーバナ・シャンペーン校で化学の修士号を、ワシントン大学で博士号を取得。1969年から1971年までボルティモアのカーネギー研究所で博士研究員として勤務。1971年から1982年までワシントン大学医学部で講師を務めた後、1985年から現職。

## 科学アカデミー会員
- 1988年 全米科学アカデミーフェロー
- 1992年 アメリカ科学振興協会フェロー
- 1995年 アメリカ芸術科学アカデミーフェロー

## 受賞歴
- 1977年 イーライリリー生物化学賞
- 1986年 米国科学アカデミー賞分子生物学部門
- 1995年 パサノ賞、ローゼンスティール賞
- 1999年 ルイザ・グロス・ホロウィッツ賞
- 2000年 ガードナー国際賞
- 2001年 ディクソン賞医学部門
- 2003年 アルバート・ラスカー基礎医学研究賞
- 2012年 オールバニ・メディカルセンター賞
- 2014年 トムソン・ロイター引用栄誉賞
- 2021年 京都賞基礎科学部門

## 主要論文
- 1. Dignam, J. D., Lebovitz, R. M., and Roeder, R. G. Accurate transcription initiation by RNA polymerase II in a soluble extract from isolated mammalian nuclei. Nucleic Acids Res., 11: 1475-1489, 1983. Times Cited: 9,404
- 2. Gu, W. and Roeder, R. G. Activation of p53 sequence-specific DNA binding by acetylation of the p53 C-terminal domain. Cell, 90: 595-606, 1997. Times Cited: 1,184
- 3. Sawadogo, M. and Roeder, R. G. Interaction of a gene-specific transcription factor with the adenovirus major late promoter upstream of the TATA box region. Cell, 43: 165-175, 1985. Times Cited: 1,046
- 4. Dignam, J. D., Martin, P. L., Shastry, B. S., and Roeder, R. G. Eukaryotic gene transcription with purified components. Methods Enzymol., 101: 582-598, 1983. Times Cited: 750
- 5. Roeder, R. G. and Rutter, W. J. Multiple forms of DNA-dependent RNA polymerase in eukaryotic organisms. Nature, 224: 234-237, 1969. Times Cited: 726